# Fissidens clebschii
Fissidens clebschii är en bladmossart som beskrevs av Steere 1950. Fissidens clebschii ingår i släktet fickmossor, och familjen Fissidentaceae. Inga underarter finns listade i Catalogue of Life.